# Districte de Cuddalore
El districte de Cuddalore és una divisió administrativa de Tamil Nadu a l'Índia, amb capital a Cuddalore. La superfície és de 3.564 km² i la població de 2.285.395 habitants. Està format per 6 talukes, 13 blocks de desenvolupament, 5 municipalitats i 16 panchayats.
Les talukes són:
- Panruti
- Virudhachalam
- Chidhambaram
- Titakudi
- Kattumannarkoil
- Cuddalore
- Neyveli

A part dels nombrosos temples hinduistes, són també llocs interessants: 
- Platja Silver (Plata) a Devanampatinam
- Neyveli Lignite Corporation a Neyveli
- Pichavaram, bosc de manglars, un dels més grans del món.
- Temple Thirumutam Boovaraga Suwami
- Vadalur Vallalar Kovil
- Kurinjipadi Subraya
- Arquitectura de Vijayanagar a Vengadampet

La regió fou cedida als britànics pel nawab del Carnàtic el 1801 i es va formar un districte (Districte de South Arcot) que va tenir com a primer col·lector al capità Graham; aleshores el van formar 21 talukes: Arcot, Vellore, Thiruvathur, Polur, Arani (un jagir), Wandiwash, Chetpet, Thiruvannamalai, Gingee (Gingi), Tindivanam, Valudavur, Villupuram, Anniyur, Tirukoilur, Thiruvennainallur, Tiruvadi, Elavanasur, Kallakurichi, Vridhachalam, Tittagudi i Bhuvanagiri, però no en formaven part ni el territori de Fort Saint David ni els enclavaments francesos ocupats (Pondicerry). L'abril de 1805 es va afegir la taluka de Mannarkudi. El 1808 les talukes d'Arcot, Vellore, Thiruvathur, Polur i el jagir d'Arani foren transferits al districte de North Arcot i Wandiwash al districte de Chingleput; Fort St. David i Pondicherry foren incorporats al districte però el 1816 Pondicherry fou restaurada als francesos. Cuddalore fou la capital del districte per més d'un segle. El districte separat de Cuddalore es va formar el 30 de setembre de 1993.